# 新田忠純
新田 忠純（にった ただずみ、安政3年11月18日（1856年12月15日） - 1931年（昭和6年）1月21日）は、明治時代の華族、貴族院男爵議員。

## 経歴
新田俊純の次男で、幼名は岩松誠丸。俊純は交代寄合旗本で、新田氏の傍流で元は岩松氏を称していたが、南朝の忠臣の子孫のため、男爵を賜る。夫人は毛利元純五女の磯子。
大阪陸軍幼年学舎で学んだのちパリに留学した。1882年（明治15年）に外務省公信局御用掛となり、1894年（明治27年）、父が没したため家督を継ぎ、男爵を襲爵した。同年4月5日に忠純と改名。1897年（明治30年）7月10日に貴族院議員となり、1925年（大正14年）7月9日まで4期在任した。1931年に76歳で没した。

## 栄典
- 1925年（大正14年）1月14日 - 御紋付銀杯[5]

## 親族
兄弟姉妹は武子（井上馨室）、義誉ほか。子に新田義美、俊子（今村繁三室）、てい（桂与一室）、幸子（四女、松平慶民室）、北畠義郎（北畠克通養子）、義之（岩松純行養子）。